# Camila Sodi
Camila González Sodi (Ciudad de México, 14 de mayo de 1986) es una cantante, actriz y modelo mexicana. Es sobrina de la cantante y actriz Thalía y miembro de la familia Sodi.

## Biografía
Camila Sodi nació en la Ciudad de México y es hija de Fernando González Parra y de la escritora Ernestina Sodi. A través de su padre, tiene dos medias hermanas menores, las actrices Naian González Norvind y Tessa Ía. Por parte de su madre (Familia Sodi) es también sobrina de la cantante Thalía y la actriz Laura Zapata.
Aunque comenzó su carrera cuando apenas tenía dos años, mostrando que sus pasiones principales eran la música y el modelaje, es hasta 2000 cuando se decide por esta última. Para 2002 ingresa al equipo de conductores de la señal de cable Telehit, en donde condujo la revista musical El pulso.
Después de su incursión en Telehit, en 2004 debuta como actriz al protagonizar la telenovela Inocente de ti bajo la producción de Nathalie Lartilleux, donde interpreta a "Florecita", una joven pobre que, con base en esfuerzo, logra enfrentar todo los retos que se le presentan. En esta telenovela compartió créditos con Valentino Lanús, Alma Delfina, Helena Rojo, Salvador Pineda, Altair Jarabo, entre otros.
En septiembre de 2006, aparece en la portada de la revista H para Hombres; las fotos de ese número están ambientadas en la década de los 50, y la muestran como una Pin-up.
En marzo de 2007, apareció en la película Niñas mal, dirigida por Fernando Sariñana y en donde comparte créditos con Martha Higareda, Ximena Sariñana, Blanca Guerra, entre otras actrices. En ella interpreta a una joven intelectual que ingresa a la misma "academia para señoritas" que la protagonista para escapar del control que su madre ejerce sobre ella.
En agosto del mismo se estrena El búfalo de la noche, película basada en la novela homónima de Guillermo Arriaga, y dirigida por Jorge Gutiérrez Aldana; Sodi figura aquí al lado de Diego Luna –con quien posteriormente estaría casada y tendría dos hijos– y de Liz Gallardo.
En octubre se estrena la película Déficit, actuada y dirigida por Gael García Bernal.
El 12 de agosto de 2008 dio a luz a su primer hijo, fruto de su relación con Diego Luna, mientras que en 2010 nacería la hija de ambos.
Tras 11 años alejada de las telenovelas, en 2015 confirma su participación como protagonista en la producción de Carlos Moreno Laguillo titulada A que no me dejas, versión de la exitosa telenovela Amor en silencio de 1988, producida por Carla Estrada y escrita por Liliana Abud y Eric Vonn.
En 2020 estelariza la nueva versión de la telenovela Rubí, en un formato de 26 capítulos bajo la producción de Carlos Bardasano.

## Carrera musical
En 2013, presenta su debut como vocalista y letrista del grupo Ella y el Muerto, en una nueva faceta de su carrera artística, en la música independiente con una producción Noise Pop e Indie rock, del cual estrenó el videoclip del sencillo «Señorita corazón venganza».
En 2021 retoma esa faceta y lanza el sencillo «Dolor sin fin».

## Filmografía

### Cine
| Año  | Título                        | Rol                    | Notas        |
| ---- | ----------------------------- | ---------------------- | ------------ |
| 2007 | El búfalo de la noche         | Rebeca                 |              |
| 2007 | Niñas mal                     | Pía                    |              |
| 2007 | Déficit                       | Elisa                  |              |
| 2008 | Arráncame la vida             | Lilia Ascencio         |              |
| 2014 | El despertar                  | Mujer                  | Cortometraje |
| 2014 | Amor de mis amores            | Andrea                 |              |
| 2015 | El placer es mío              | Camila                 |              |
| 2016 | Compadres                     | Emilia                 |              |
| 2017 | Cómo cortar a tu patán        | Natalia                |              |
| 2017 | El ángel en el reloj          | Martina                | Voz          |
| 2017 | Camino a Marte                | Violeta                |              |
| 2021 | El exorcismo de Carmen Farías | Carmen Farías Hinojosa |              |

### Televisión
| Año       | Título                    | Rol                                               | Notas                                         |
| --------- | ------------------------- | ------------------------------------------------- | --------------------------------------------- |
| 2004–2005 | Inocente de ti            | Flor de María «Florecita» González Linares-Robles | Rol principal; 130 episodios                  |
| 2015      | Señorita Pólvora          | Valentina Cárdenas                                | Rol principal; 70 episodios                   |
| 2015–2016 | A que no me dejas         | Paulina Murat / Valentina Olmedo                  | Rol principal; 140 episodios                  |
| 2016      | Un mal date               | Ex                                                | Episodio: «Ex»                                |
| 2018–2021 | Luis Miguel: la serie     | Erika Camil                                       | Rol principal (temporadas 1–2); 12 episodios  |
| 2018–2019 | Distrito salvaje          | Giselle                                           | Rol principal (temporadas 1–2); 13 episodios  |
| 2018–2021 | Falsa identidad           | Isabel Fernández / Camila de Guevara              | Rol principal (temporadas 1–2); 119 episodios |
| 2020      | Rubí                      | Rubí Pérez Ochoa                                  | Rol principal; 27 episodios                   |
| 2022      | ¿Quién cocina esta noche? | Ella misma                                        | Programa de cocina                            |
| 2023      | Cualquier parecido        | Carlota                                           | Rol principal (temporadas 1); 7 episodios     |